# Erica longistyla
Erica longistyla är en ljungväxtart som beskrevs av Harriet Margaret Louisa Bolus. Erica longistyla ingår i släktet klockljungssläktet, och familjen ljungväxter. Utöver nominatformen finns också underarten E. l. appressa.